# Nepeta obtusicrena
Nepeta obtusicrena là một loài thực vật có hoa trong họ Hoa môi. Loài này được Boiss. & Kotschy ex Hedge mô tả khoa học đầu tiên năm 1962.